# Адольф Меєр (архітектор)

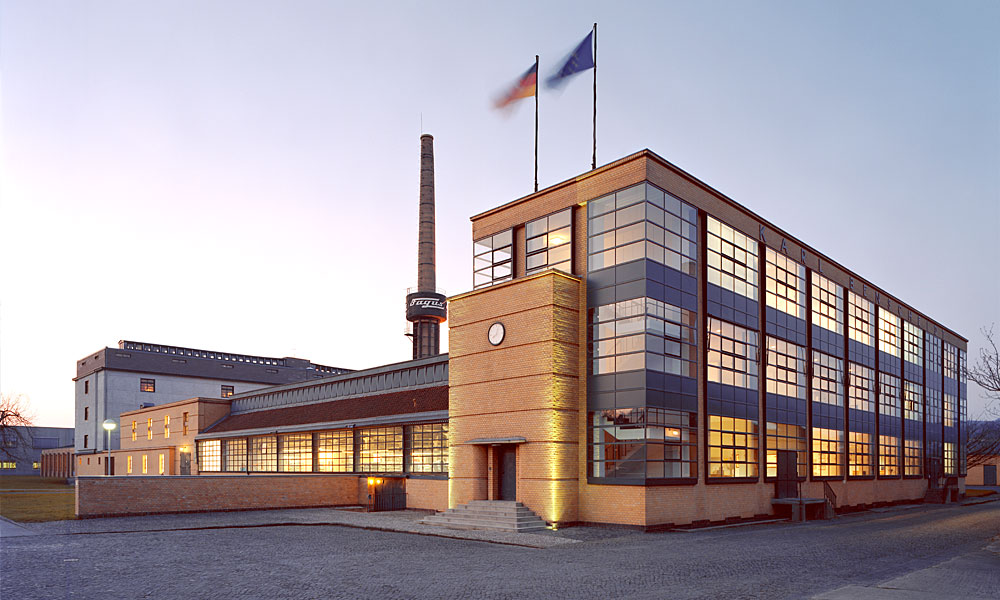
В. Гропіус, А. Меєр. Взуттєва фабрика Фагус в Альфельді

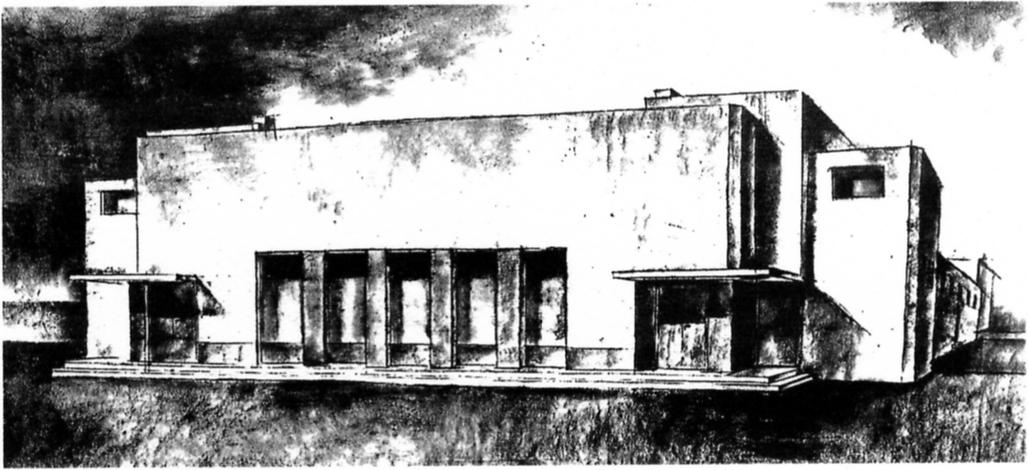
В. Гропіус, А.Меєр. Міський театр в Єні (1921—1922)

Адольф Меєр (нім. Adolf Meyer, 17 червня 1881, Мехерніх — 14 липня 1929, Бальтрум) — німецький архітектор.

## Життєпис
Вивчав архітектуру у Школі прикладного мистецтва у Дюссельдорфі. У 1907—1908 Адольф Меєр працював у бюро Петера Беренса. У 1909 вступив у бюро Бруно Пауля в Берліні, а з 1910 співпрацював із Вальтером Гропіусом. У 1915 Меєр стає керівником цього бюро, а потім — партнером Гропіуса. У 1919 Гропіус запрошує його як викладача в Баугауз в Веймарі, де Меєр читає лекції з технічного креслення та конструктивізму. У 1922 архітектор у складі групи Гропіуса бере участь у конкурсі зі створення хмарочоса Tribune Tower в Чикаго .
З 1925 року Меєр практикує як вільний архітектор у Веймарі. З 1926 року займає посаду міського радника з будівництва у Франкфурті-на-Майні, а також викладає в місцевій художній школі. 
У 1929 році життя архітектора трагічно обірвалось: він потонув під час купання на острові Бальтрум у Північному морі.

## Твори
- Ein Versuchshaus des Bauhauses in Weimar. (= Bauhausbücher, Band 3) Verlag Albert Langen, München 1 925. (Typografie von Adolf Meyer)